# Duecento
Duecento (UK [ˌdjuːəˈtʃɛntoʊ], it literalmente "duzentos") ou Dugento é a palavra italiana para a cultura italiana do século XIII - ou seja, de 1200 a 1299. Durante este período, surgem os primeiros produtos do Renascimento Italiano, na literatura e na arte, desenvolvidos no período trecento seguinte.
O período baseou-se no chamado Renascimento do século XII e em movimentos originários de outros lugares, como a arquitetura gótica de França. A maior parte da inovação nas artes visuais e na literatura concentrou-se na segunda metade do século, depois de 1250, quando surgiram novas vertentes importantes na pintura e na escultura, principalmente no norte de Itália, e o Dolce Stil Novo (Doce Estilo Novo) surgiu na poesia.

## Características
No século XIII, grande parte da Europa conheceu um forte crescimento económico. As rotas comerciais dos estados italianos ligavam-se com as dos portos mediterrânicos estabelecidos e, eventualmente, com a Liga Hanseática das regiões bálticas e do norte da Europa, criando uma economia em rede na Europa pela primeira vez desde o século IV. As cidades-estado de Itália expandiram-se significativamente durante este período e ganharam poder.

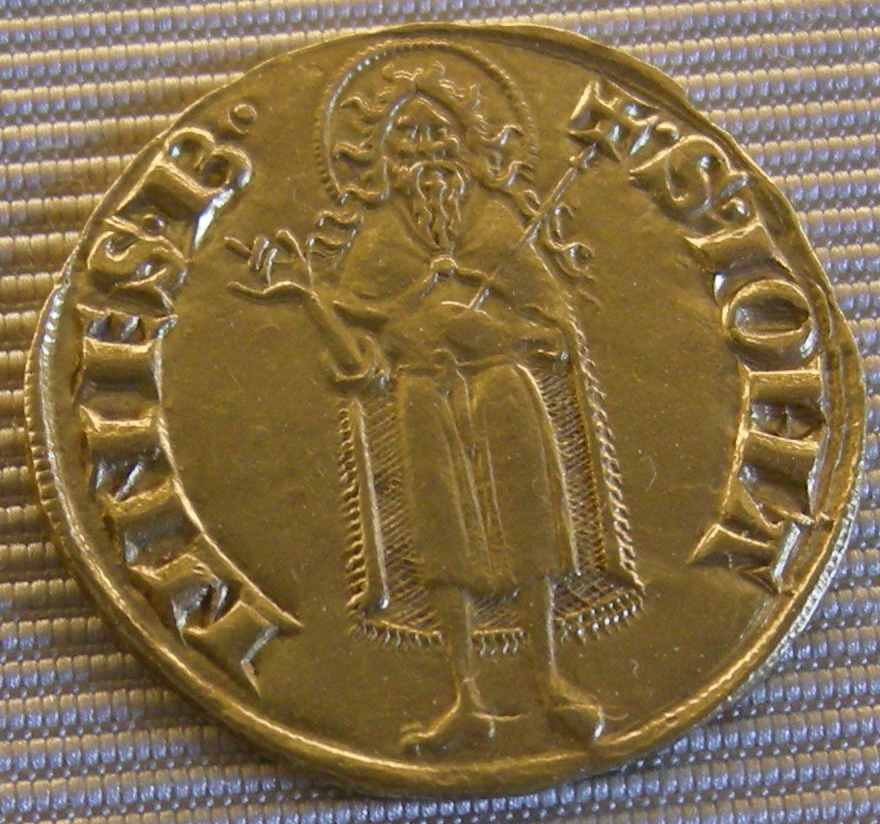
O florim de ouro de Florença passou a ser a principal moeda do comércio europeu durante o Duecento.

Durante este período, desenvolveu-se a moderna infra-estrutura comercial, com a criação em Itália da contabilidade por partidas dobradas, das sociedades anónimas, de um sistema bancário internacional, de um mercado cambial sistematizado, dos seguros e da dívida pública. Florença tornou-se o centro desta indústria financeira e o ouro florim tornou-se a principal moeda do comércio internacional. A República de Veneza e a República de Génova dominaram o comércio no Mediterrâneo.
Muitos defendem que as ideias que caracterizaram o Renascimento tiveram a sua origem na Florença do final do século XIII, em particular com os escritos de Dante Alighieri (1265-1321) bem como a pintura de Giotto (1267–1337).
O Duecento foi seguido pelo início do Renascimento italiano durante o Trecento.